# Dora Bruder
Pour les articles homonymes, voir Bruder.
Dora Bruder est un récit à la fois biographique et autobiographique de Patrick Modiano publié le 2 avril 1997 aux éditions Gallimard. Le texte se présente comme une enquête, à forte implication personnelle pour l'auteur, pour essayer de reconstituer la vie d'une fille parisienne de confession juive, Dora Bruder, disparue à Paris un jour de 1941.

## Écriture de l'œuvre
La période de l'Occupation et la situation des Juifs à Paris durant cette période est depuis le premier roman de Patrick Modiano un thème central et récurrent de son œuvre. L'élément déclencheur fut que Patrick Modiano, en 1988, « tombe à la page trois du journal Paris-Soir du 31 décembre 1941, sur une rubrique D'hier à aujourd'hui » sur une petite annonce ainsi formulée : 

« PARIS. ON RECHERCHE une jeune fille, Dora Bruder, 15 ans, 1 m. 55, visage ovale, yeux gris marron, manteau sport gris, pull-over bordeaux, jupe et chapeau bleu marine, chaussures sport marron. Adresser toutes indications à M. et Mme Bruder, 41, boulevard Ornano, Paris. »

L'origine du livre est aussi liée à une discussion entre Patrick Modiano et Serge Klarsfeld. Dans cet ouvrage, considéré comme l'un des plus importants de son auteur, il n'est fait aucun état de cet apport à la préparation de l'écriture. Serge Klarsfeld en est dépité et en fait part à Modiano dans un courrier du 3 avril 1997. 
Dans un entretien, Modiano explique la méthode d'investigation qu'il a suivie, et affirme nettement que son livre n'est pas un roman. Il approuve ainsi une question énonçant qu'il a renoncé à la forme romanesque : « J'étais à ce point hanté par Dora Bruder que j'ai écrit en 1989 un roman après avoir lu l'avis de recherche. Je ne savais encore rien de ce que j'ai retrouvé aujourd'hui. J'ai écrit ce roman : Voyage de noces, pour essayer de combler le vide que j'éprouvais quand je pensais à Dora Bruder dont je ne savais rien. Mais le roman achevé, j'en étais au même point. Et tout cela ne pouvait finir que par un livre qui ne serait pas un roman. [...] Avec Dora Bruder, j'ai d'abord biaisé en écrivant un roman, mais j'ai enfin abordé le problème de front. » 
Le statut générique de ce livre peut être sujet à discussion. Le terme de « récit » peut convenir, à défaut d'une spécification comme « roman » ou « biographie ». Selon Jeanne Bem, « Patrick Modiano s'est comporté vis-à-vis de son objet en biographe. [...] Aussi pensé-je que l'auteur a tort de faire suivre le titre Dora Bruder du mot "roman". [...] C'est une biographie écrite par un romancier, mais ce n'est pas une biographie romancée ».
Patrick Modiano rédigera quelques années plus tard la préface au Journal d'Hélène Berr, une jeune Française juive, auteur d'un journal pendant l'Occupation et, comme Dora Bruder, morte en déportation.

## Résumé

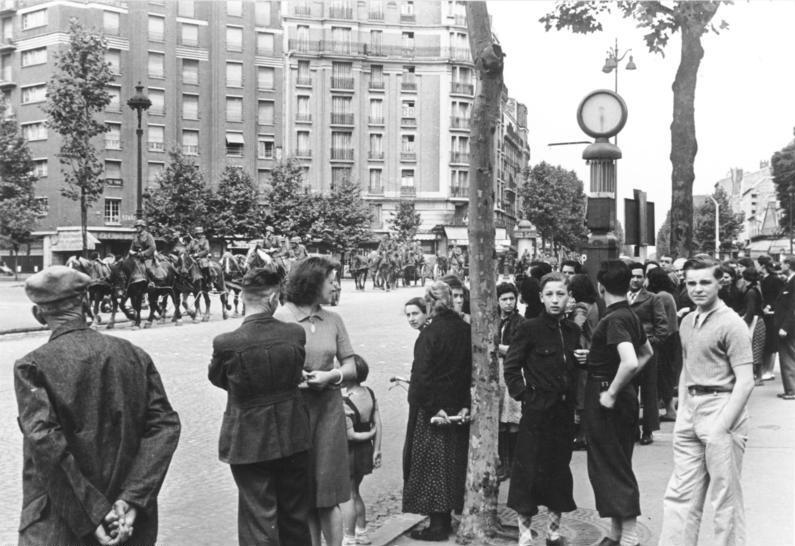
Les troupes allemandes sur les boulevards extérieurs de Paris en 1940.

Patrick Modiano, ayant retrouvé un avis de recherche dans un numéro de Paris-Soir du 31 décembre 1941, décide d'enquêter sur la jeune Dora Bruder, née le 25 février 1926 à l'hôpital Rothschild dans le 12e arrondissement de Paris et domiciliée au 41, boulevard Ornano, qui a disparu à l'âge de 15 ans à la suite de fugues répétées puis d'arrestations par la police française. Cherchant à retracer le plus d'éléments possibles de la vie de cette jeune fille — à laquelle Modiano s'identifie de plus en plus intimement — l'auteur analyse toutes les données retrouvées (souvent sous forme d'extraits de documents officiels de la période 1941-1942), entrecoupées de passages de sa propre existence et de celle de son père, mises en relation avec celle de Dora.
Dora Bruder et son père, Ernest Bruder, juif, né le 21 mai 1899 à Vienne (Autriche), sont à quelques mois d'intervalle arrêtés, emprisonnés à la caserne des Tourelles du boulevard Mortier, puis internés au Camp de Drancy avant d'être déportés à Auschwitz le 18 septembre 1942, par le convoi no 34, qui les emportent vers les camps de la mort.
Cécile Bruder (née Burdej), la mère de Dora Bruder, est née le 17 avril 1907 à Budapest (Hongrie). Elle est déportée le 11 février 1943, par le convoi no 47, de Drancy vers Auschwitz, où elle meurt.

## Impact du livre
Considérée comme l'une des œuvres les plus importantes de son auteur, notamment après l'obtention du prix Nobel de littérature en 2014, le récit et son héroïne principale conduisent la maire de Paris Anne Hidalgo à proposer de nommer fin 2014 une voie du 18e arrondissement de Paris « promenade Dora-Bruder ». Cette promenade, située au-dessus des voies enterrées de la Petite Ceinture, se trouve entre la rue Belliard et la rue Leibniz ; elle est inaugurée en présence de Patrick Modiano le 1er juin 2015,.

## Personnages
- Le narrateur : il lit par hasard dans Paris Soir une annonce concernant la disparition d'une jeune fille.
- Dora Bruder : adolescente juive vivant à Paris, fugueuse, née en 1926 et domiciliée au 41, boulevard Ornano.
- Ernest Bruder : le père de Dora, né à Vienne en Autriche.
- Cécile Bruder : la mère de Dora.

### Éléments biographiques supplémentaires sur la famille Bruder
À la naissance de Dora Bruder, ses parents, Ernest Bruder et Cécile Burder, étaient domiciliés à Sevran, dans le quartier de Freinville, au 2, avenue Liégeard. Le recensement de Sevran de 1926 indique que les parents de Cécile, Erickel Burdej et Dincze Kutinéa étaient également Sevranais à cette époque. Erickel Burdej était tailleur. Trois autres enfants du couple – les tantes et oncle de Dora – vivaient au foyer : Joseph (tailleur) Rosa (photographe) et Marguerite.

## Éditions et traductions
- Éditions Gallimard, coll. « Blanche », 1997,  (ISBN 9782070748983).
- Éditions Gallimard, coll. « Quarto », 2013  (ISBN 9782070139569).
- (it) Dora Bruder, trad. Francesco Bruno, coll. « Narratori della Fenice », éd. Guanda, 1998,  (ISBN 9788882460334).
- (en) Dora Bruder, trad. Joanna Kilmartin, University of California Press, 1999,  (ISBN 9780520214262)
- (pt) Dora Bruder, trad. G. Cascais Franco, éd. Asa Literatura, 2000,  (ISBN 9789724119823).
- (es) Dora Bruder, éd. Seix Barral, 2009,  (ISBN 978-8432228421).
- (de) Dora Bruder, éd. DTV Deutscher Taschenbuch, 2013,  (ISBN 9783423141826).